# Alfonso II de Ávila

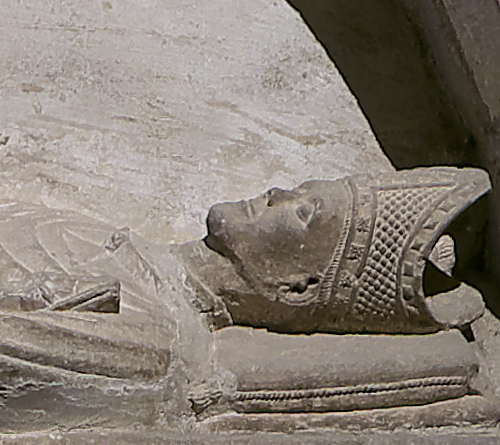
Alonso II, en su sepulcro en la Catedral del Salvador de Ávila.

Alfonso fue un religioso castellano que se convirtió en obispo de Ávila entre 1372 y 1378.
Según Carramolino, de este obispo se omite el nombre, de hecho, González Dávila lo omite, e incluso se llegó a creer que era la misma persona que su antecesor, Alfonso I. Sin embargo, Carramolino sostiene que era otra persona también miembro de la casa de Cabrera en Córdoba, como su predecesor. Obispo durante el reinado de Enrique II de Castilla, aparece documentado todavía en 1378. En 1375 fundó, con la autoridad del papa, el convento de ermitaños de Guisando, dirigido por la orden de los jerónimos, otorgándoles, finalmente, un auténtico monasterio. De su episcopado también datan los estatutos más antiguos de la diócesis abulense (1372).
Fue enterrado en la catedral de Ávila, cerca del altar de San Ildefonso, donde también hay un busto de piedra de granito con insignias episcopales, en tanto que el capítulo catedralicio lo consideró uno de sus benefactores, porque consignó en su favor ciertas rentas del impuesto conocido como  martiniega.